# Религија у Казахстану
Религија у Казахстану (2009)
Религија у Казахстану (каз. Қазақстандағы дін) је важан део казахстанскога друштва. Већина становника Казахстана су традиционално сунити школе ханифијскога мезхеба, укључујући етничке Казаке, који чине око 63,6% становништва, као и етничке Узбеке, Ујгуре и Татаре. Мање од 1% удела становништва су шиити и припадници школе шафијскога мезхеба (првенствено Чечени). Постоји укупно 2.300 џамија, и све су повезане с "духовним удружењем муслимана Казахстана", под водством врховног муфтије. Курбан-бајрам признат је као национални празник.
Мање од 25% становништва Казахстана чине припадници Руске православне цркве, традиционално укључујући етничке Русе, Украјинце и Белорусе. Друге хришћанске групе укључују римокатолике, протестанте (баптисти, презбитеријанци лутерани, пентекосталци, методисти, менонити и адвентисти), Јеховине сведоке и мормоне. Има укупно 265 православних цркви, 93 римокатоличке цркве и 543 протестантских цркви и молитвених кућа. Божић, према јулијанском календару, признаје се као национални празник у Казахстану.
Остале регистроване верске групе укључују јевреје, бахаисте, хиндуисте, Будисте, сцијентолошке цркве и цркву уједињења.
Земља је мултиетничка, с дугом традицијом толеранције и секуларизма. Совјетско доба је промовисало атеизам. Од независности, број џамија и цркви увелико је порастао. Међутим, становништво је понекад опрезно према мањинским верским групама и групама које проповедају. Најбоље су прихваћене традиционалне вере - ислам, руско православље, католицизам и јудаизам.

## Галерија
- Ширење хришћанства у Европи и на Средоземљу
- Европа у доба великог раскола 1054. године
- Религија у Европи, на Средоземљу и на Блиском истоку 1100. године
- Религије у Европи 1560. године